# Aden Arabia
Aden Arabia (Aden Arabie) è il primo romanzo dello scrittore francese Paul Nizan, pubblicato a Parigi nel 1931 e ripubblicato nel 1960 con la prefazione di Jean-Paul Sartre.
È celebre per il suo incipit: "Avevo vent'anni. Non permetterò a nessuno di dire che questa è la più bella età della vita", divenuto uno degli slogan più rappresentativi della protesta studentesca durante il Maggio francese.

## Contenuto
Dopo aver lasciato l'École normale supérieure nel 1926, Nizan decise di fuggire dalla monotonia e dall'angoscia della società francese partendo per una destinazione esotica (il suo "ultimo tentativo di trovare una soluzione individuale", secondo Sartre). Gli fu così offerto un posto come precettore ad Aden presso il figlio di Antonin Besse, un uomo d'affari francese residente nell'allora provincia britannica in Arabia meridionale.

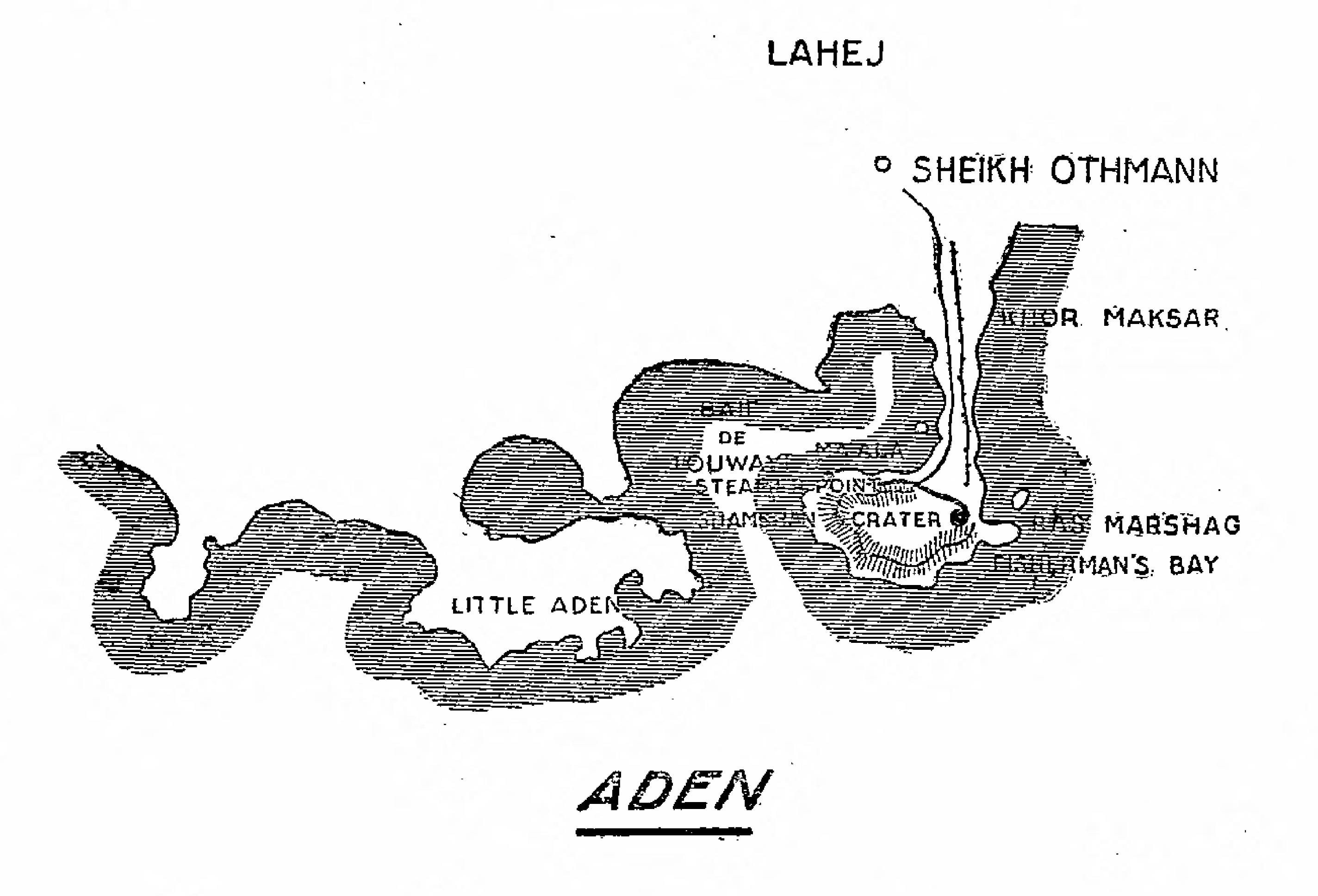
Mappa del porto di Aden

Aden Arabia è allo stesso tempo un diario di viaggio autobiografico, un saggio e un pamphlet, nonché un rapporto sullo stato del mondo e una denuncia della borghesia, della sua cultura e della mentalità colonialista. Secondo Nizan: "Non bisogna più temere di odiare, non bisogna più vergognarsi di essere fanatici", poiché "[n]on esistono che due specie umane e hanno per unico legame l'odio. Quella che schiaccia e quella che non si adatta ad essere schiacciata. Non c’è mai stato trattato di pace fra loro, non c’è che guerra".
La conclusione di Nizan è un invito ad agire e un disappunto nei confronti della fuga fine a se stessa, avendo il protagonista ritrovato in Arabia le stesse dinamiche caratterizzanti la società europea e quella francese ("Ma avevo proprio bisogno di andare a dissotterrare nei deserti tropicali delle verità tanto comuni e cercare ad Aden i segreti di Parigi?"). Quando tornò in Europa nell'estate del 1927, Nizan identificò il suo nemico nell'homo oeconomicus, ossia le classi dirigenti, l'ordine sociale e la tirannia del profitto. Ciò lo spinse a superare una fase d'incertezza politica e ad iscriversi al Partito comunista, da cui tuttavia prese le distanze dopo la firma del Patto Molotov-Ribbentrop.

## Critica
Quando il libro uscì, diversi intellettuali, tra cui Emmanuel Berl e Gabriel Marcel, salutarono la nascita di un nuovo grande scrittore, anche se il critico di Le Petit Parisien scrisse di non aver mai letto "un libro sui francesi così offensivo, sgradevole, e a tratti volgare".
Nella sua prefazione all'edizione del 1960, Sartre sostenne la riabilitazione postuma di Nizan, deceduto sul fronte occidentale nel 1940, e che in vita era stato duramente criticato dalla nomenclatura comunista e da loro bollato come "traditore" per le posizioni critiche rispetto alla linea partitica ufficiale (ivi inclusa l'opposizione alla firma del Patto Molotov-Ribbentrop). Sartre si pronunciò in questi termini: "Nizan era un guastafeste: chiamava alle armi, all’odio, classe contro classe; con un nemico impaziente e mortale non esistono accomodamenti: uccidere o farsi uccidere, senza vie di mezzo. E senza dormire mai".

## Edizioni in italiano
- Aden Arabia, traduzione di Daria Menicanti, Collana Quaderni della Medusa, Milano, Arnoldo Mondadori Editore, 1961.
- Aden Arabia, traduzione di Daria Menicanti, Collana Universale dei Poveri, Roma, Edizioni dell'Asino, 2018.